# トビー・フーパー
トビー・フーパー（Tobe Hooper、1943年1月25日 - 2017年8月26日）は、アメリカ合衆国の映画監督。数々のホラー映画を手がけたことで知られている。

## 経歴
1943年1月25日、テキサス州オースティンに生まれる。テキサス大学オースティン校で学んだ。
1969年、『Eggshells』で映画監督デビューを果たす。1974年の監督作品『悪魔のいけにえ』で商業的な成功を収めた。その後、『ポルターガイスト』や『悪魔のいけにえ2』などを監督した。
2017年8月26日、カリフォルニア州シャーマン・オークスで死去。74歳没。自然死だったと伝えられている。2013年の『悪魔の起源 ジン』が彼の最後の監督作品となった。

## フィルモグラフィー

### 映画
- Eggshells（1969年） - 監督・脚本・製作・撮影・編集
- 悪魔のいけにえ The Texas Chainsaw Massacre（1974年） - 監督・脚本・製作・音楽
- 悪魔の沼 Eaten Alive（1977年） - 監督・音楽
- ファンハウス/惨劇の館 The Funhouse（1981年） - 監督
- ポルターガイスト Poltergeist（1982年） - 監督
- スペースバンパイア Lifeforce（1985年） - 監督
- 悪魔のいけにえ2 The Texas Chainsaw Massacre 2（1986年） - 監督・音楽
- スペースインベーダー Invaders from Mars（1986年） - 監督
- スポンティニアス・コンバッション/人体自然発火  Spontaneous Combustion（1990年） - 監督・脚本・原案
- スリープウォーカーズ Sleepwalkers（1992年） - 出演
- トビー・フーパーのナイトテラー Night Terrors（1993年） - 監督
- マングラー The Mangler（1995年） - 監督・脚本
- アメリカン・ナイトメア The American Nightmare（2000年） - 出演
- ツールボックス・マーダー Toolbox Murders（2004年） - 監督
- 遺体安置室 -死霊のめざめ- Mortuary（2005年） - 監督
- テキサス・チェーンソー ビギニング The Texas Chainsaw Massacre: The Beginning（2006年） - 製作
- 悪魔の起源 ジン Djinn（2013年） - 監督
- レザーフェイス-悪魔のいけにえ Leatherface（2017年） - キャラクター創造・製作総指揮

### オリジナルビデオ
- レプティリア（英語版） Crocodile（2000年） - 監督

### テレビ映画
- 死霊伝説 Salem's Lot（1979年） - 監督
- ドレス I'm Dangerous Tonight（1990年） - 監督
- ボディ・バッグス Body Bags（1993年） - 監督
- トビー・フーパーの世にも不思議な怪奇アパートメント The Apartment Complex（1999年） - 監督

### テレビドラマ
- 世にも不思議なアメージング・ストーリー Amazing Stories（1987年） - 「キャベツ男の微笑み」監督
- フレディの悪夢 Freddy's Nightmares（1988年） - 「ヒーローなんていらない」監督
- ハリウッド・ナイトメア Tales from the Crypt（1991年） - 「秘宝伝説 ゾンビ島の黒真珠」監督
- ダークスカイ Dark Skies（1996年） - 「プロローグ:MJ12」監督
- クロニクル 倒錯科学研究所 Perversions of Science（1997年） - 「火星人襲来」監督
- ナイトビジョン Night Visions（2002年） - 「迷路」「貨物船」監督
- TAKEN Taken（2002年） - 「空のかなたに」監督
- マスターズ・オブ・ホラー Masters of Horror（2005年 - 2006年） - 「ダンス・オブ・ザ・デッド」「災厄の街」監督

## 受賞
- 2014年 - 第18回ファンタジア国際映画祭 - 生涯功労賞[10]